# Fereydunkenar (shahrestan)
Fereydunkenar (persiska: فِرِیدونکِنار), eller Shahrestan-e Fereydunkenar (شهرستان فِرِیدونکِنار), är en delprovins (shahrestan) i Iran.   Den ligger i provinsen Mazandaran, i den norra delen av landet, 150 km nordost om huvudstaden Teheran.
Delprovinsen hade 60 031 invånare 2016.